# Charles Édouard Lefèbvre

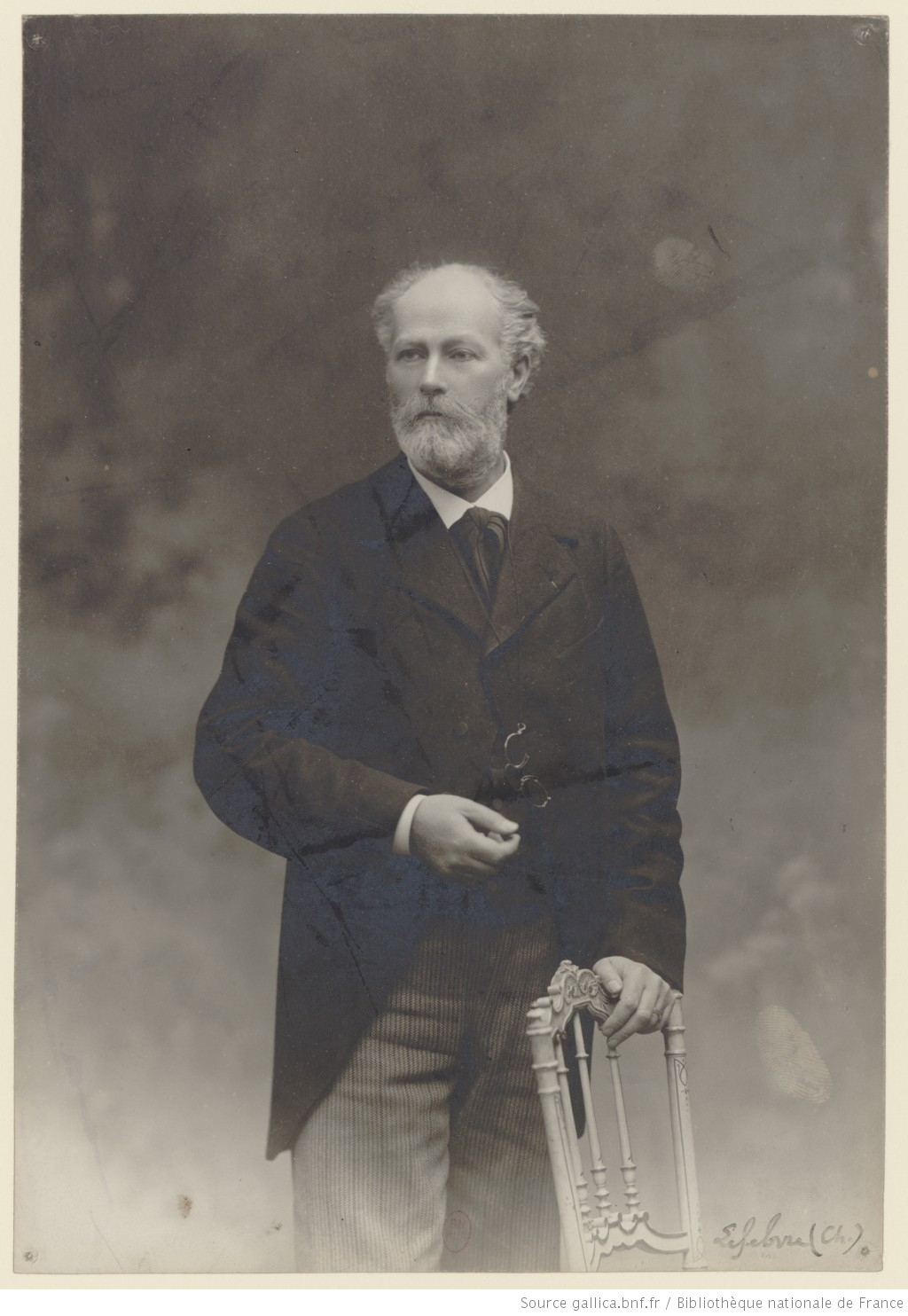
Charles Édouard Lefèbvre omstreeks 1900

Charles Édouard Lefèbvre (Parijs, 19 juni 1843 – Aix-les-Bains, 8 september 1917) was een Frans componist en muziekpedagoog. Hij was de zoon van de gelijknamige Franse kunstschilder.

## Levensloop
Lefèbvre studeerde eerst rechtsgeleerdheid en studeerde daarna onder anderen bij Ambroise Thomas en Charles Gounod aan het Conservatoire national supérieur de musique in Parijs. In 1870 won hij de Prix de Rome voor zijn cantate Le Jugement de Dieu. Na het daarmee verbonden verblijf in de villa Medici in Rome maakte hij verschillende reizen naar Griekenland en de Nabije Oosten. De impressies van deze reizen zijn ook in zijn composities herkenbaar.
In 1895 werd hij docent voor kamermuziek aan het Conservatoire national supérieur de musique in Parijs. Hij werd onderscheidde door de Franse overheid met de benoeming tot Officier in het Legioen van Eer.
Hij componeerde werken voor verschillende genres zoals werken voor orkest, voor het muziektheater, vocale muziek, kerkmuziek, kamermuziek. Diverse van zijn werken werden uitgevoerd door het Orchestre Colonne.

## Composities

### Werken voor orkest
- 1875 Dalila, symfonisch gedicht, op. 40
  1. Prélude
  2. Air de danse
  3. Nocturne
  4. Le chant du calvaire
  5. Final
- 1876 Ouverture dramatique
- 1879 Symfonie in D majeur, op. 50a
- 1884 Une sérénade, scène voor orkest, op. 65 - ook in een bewerking voor dwarsfluit, strijkkwartet en harp
- ca.1887 Méditation, voor twee hobo's, orgel en strijkorkest, op. 68
- ca.1898 Caprice, voor viool en orkest (of piano), op. 106 - ook in een versie voor altviool en orkest (of piano), op. 160bis
- 1904 Ouverture tot het oratorium "Toggenburg"

### Werken voor harmonieorkest
- Andante et Allegro, voor klarinet (of hobo) en harmonieorkest, op. 102 - bewerkt door Lucien Cailliet - ook in een versie voor altsaxofoon en piano

### Missen en andere kerkmuziek
- 1871 Psaume XXIII - "Domini est terra", voor solisten, gemengd koor en orkest, op. 25 - tekst: Vulgaat, Psalm 23

### Muziektheater

#### Opera's
| Voltooid in | titel                         | aktes                    | première                                | libretto                  |
| ----------- | ----------------------------- | ------------------------ | --------------------------------------- | ------------------------- |
| 1877        | Judith, Bijbels drama, op. 31 | 3 bedrijven; 4 taferelen | 1879, Parijs, Concerts Pasdeloup        | Paul Collin (1843-1915)   |
| 1877-1878   | Lucrèce                       |                          |                                         |                           |
| 1882-1883   | Le Trésor, op. 53             | 1 akte                   | 23 maart 1883, Angers, Grand théâtre    | François Coppée           |
| 1887        | Zaïre, op. 66                 | 3 bedrijven 5 taferelen  | 3 december 1887, Rijsel, Opéra de Lille | Paul Collin naar Voltaire |
| 1894        | Djelma,                       | 3 bedrijven              | 25 mei 1894, Parijs                     | Charles Lomon             |
|             | Singoalla                     |                          |                                         |                           |

### Vocale muziek

#### Oratoria
- 1888 Eloa, oratorium in 5 delen, op. 70  - libretto: Paul Collin, naar Alfred de Vigny
- 1896 Sainte-Cécile, oratorium voor sopraan, tenor, bariton, gemengd koor en orkest, op. 99 - libretto: Edouard Guinand
- 1898 La messe du fantôme, oratorium voor zangstem en orkest, op. 104 - libretto: Paul Collin
- 1904 Toggenburg, oratorium
- 1908 La Fille de Jephthe, oratorium

#### Cantates
- 1870 Le Jugement de Dieu, cantate
- 1880 (of 1881) Melka, cantate voor sopraan, alt, tenor, bas, gemengd koor en orkest, op. 53 - libretto: Paul Collin

#### Liederen
- ca.1873 6 Poésies, voor zangstem en piano 
  1. Ici-bas tous les fleurs lilas meurent - tekst: Sully Prudhomme
  2. Le banc de Pierre - tekst: Théophile Gautier
  3. Absence - tekst: Théophile Gautier
  4. Lamento - Chanson de pêcheur - tekst: Théophile Gautier
  5. À Saint-Blaise, à la Zuecca - tekst: Alfred de Musset
  6. La première larme (Paradis perdu) - tekst: Louis Ratisbonne
- 1877 Sérénade, voor zangstem en piano - tekst: Henri Cazalis
- 1879 L'aurore, voor mezzosopraan (of bariton) en piano - tekst: Paul de Choudens
- 1879 Il ritorno, canzonetta voor sopraan (of tenor) en piano
- 1900 Vingt melodies in 3 volumes voor zangstem en piano 
  1. Vol. 1
    1. Berceuse - tekst: Georges Lafenestre
    2. Légende de Sainte Azénor - tekst: André Theuriet
    3. Ave Maria
    4. Dans la steppe - tekst: Jean Lahor
    5. Délivrance - tekst: Charles Lomon
    6. Il ritorno (Le retour) - canzonetta - tekst: Toscaans gedicht - Franse vertaling: Paul Collin
    7. Vision - tekst: sonnet van Pierre Joseph Pain
- Promenade nocturne, voor zangstem en piano - tekst: Théophile Gautier

### Kamermuziek
- 1867 Romance, voor viool en piano
- 1876 Le Chant du cavalier, voor cello (of fagot) en piano (of orgel)
- 1877 3 Pièces, voor cello en piano, op. 46
- 1880 Suite, voor strijkkwartet, op. 59
- ca.1888 Deux pièces, voor dwarsfluit (of viool) en piano, op. 72
- 1891 Strijkkwartet nr. 1 in g mineur, op. 80
- 1892 Cantabile, voor viola d'amore (of altviool) en piano, op. 82
- 1896 Sonate in a mineur, voor cello en piano, op. 98
- ca.1897 2 Pièces, voor hobo en piano, op. 102
- ca.1897 Andante, voor viool en piano, op. 103
- 1905 Fantaisie-caprice in c mineur, voor klarinet en piano, op. 118
- 1908 Ballade, voor dwarsfluit, cello en piano
- 1908 Barcarolle, voor viool en piano, op. 121
- 1910 Suite nr. 2, voor blaaskwintet, op. 122
- 1910 Strijkkwartet nr. 2 in e mineur/G majeur, op. 124
- Intermezzo scherzando vanuit het "strijkkwartet nr. 1", op. 80, voor dwarsfluit, hobo, 2 klarinetten, hoorn en fagot
- Kwartet in Es, voor viool, altviool, cello en piano, op. 42
- Kwintet, voor 2 violen, altviool, cello en piano, op. 50b
- Piece romantique, voor dwarsfluit en piano
- Romance, voor hoorn en piano, op. 30
- Suite, voor dwarsfluit, hobo, klarinet, hoorn en fagot, op. 57

### Werken voor orgel
- 1912 Offertoire
- Meditation (Prelude)

### Werken voor piano
- ca. 1871 Andantino in F majeur, voor piano vierhandig
- 1879 Marche, op. 44 nr. 1
- 1879 Romance sans paroles, op. 44 nr. 2
- 1883 Menuet, op. 60

### Werken voor harp
- 1898 Romance sans paroles, op. 94